# Dicyemida
L'ordine dei diciemidi (Dicyemida) comprende animali appartenenti al phylum dei mesozoi. Sono parassiti frequenti dei nefridi dei cefalopodi, come decapodi e ottopodi.